# Droit d'auteur en France
En France, le droit d'auteur est l’ensemble des prérogatives exclusives dont dispose un créateur sur son œuvre de l'esprit.

## Histoire du droit d'auteur en France
Au Moyen Âge, la propriété intellectuelle n'existait pas et rien n'interdisait d'effectuer une copie d'une œuvre.
Dès la fin du XVe siècle, le pouvoir royal a accordé par lettres patentes un monopole sur l'exploitation des œuvres, appelé privilège. Le plus souvent, l'auteur cédait son œuvre à un exploitant (troupe de théâtre, académie, université, manufacture), qui sollicitait le privilège pour son propre compte. L'auteur ne bénéficiait donc pas des recettes dégagées par l'exploitation de son œuvre. Certains auteurs de grande renommée ont toutefois pu obtenir un privilège, à l’exemple de Ronsard pour ses Odes.
Afin d’obtenir la protection du privilège, l'œuvre était soumise à une institution de censure divisée en sections correspondant aux différents domaines littéraires : droit, poésie, traductions, théologie, etc. Un censeur royal prenait connaissance de l'œuvre et rendait un rapport devant une commission qui donnait ensuite un avis sur le degré de protection et la durée. Cet avis portait sur l'originalité de l'œuvre, sa qualité, l'importance des dépenses que l'auteur ou l'éditeur avait engagées et l'intérêt que l'œuvre présentait pour le public. Dans les faits, les contrefaçons venant de Hollande et de Suisse étaient très nombreuses et la police peu efficace pour protéger les droits des auteurs et des libraires. Le contentieux portant sur les contrefaçons n'a jamais été étudié.[réf. nécessaire]
Lors de la Révolution française, tous les privilèges sont abolis, à commencer par ceux des métiers et des académies. Cependant, les droits des auteurs sont reconnus par sept lois révolutionnaires adoptées entre 1791-1793, qui resteront en vigueur jusqu’en 1957. La loi des 13 et 19 janvier 1791 accorde aux auteurs dramatiques un monopole d'exploitation sur la représentation de leurs œuvres. Les droits d'auteur sont octroyés pour la durée de la vie de l'auteur, et perdurent cinq ans après sa mort au profit de ses ayants droit. La loi des 19 et 24 juillet 1793 étend ce monopole à tous les auteurs, et allonge la durée de protection à dix ans après la mort de l'auteur. La loi du 14 juillet 1866 porte cette durée à cinquante ans post mortem. Durant cette période, le droit moral est créé par la jurisprudence afin de préserver le lien existant entre l'auteur et son œuvre.

## Les grandes étapes historiques du droit d'auteur
Dans la règlementation française, le droit d'auteur et ses droits associés dits « voisins » ont successivement fait l'objet de principes généraux puis progressivement, de règlementations visant à déterminer les différentes applications, qu'elles soient d'ordre patrimonial, moral ou commercial.

### Du 26 août 1789 au 11 mars 1958
À partir du XVIIIe siècle, les tribunaux français établissent au fil de leurs décisions toute une construction du droit d'auteur et notamment, de la propriété intellectuelle : les lois du 24 juillet 1793 puis du 14 juillet 1866. Ce principe est entériné par la convention de Berne en 1886, dans son article 7 et reprise par l'acte de Bruxelles de 1948.
Durant cette période, le droit moral est créé par la jurisprudence afin de préserver le lien existant entre l'auteur et son œuvre.

### De 1958 à 1992
La loi no 57-298 1957-03-11 publiée au Journal officiel de la République française le 14 mars 1957 et rectifiée au JORF le 19 avril 1957, entre en vigueur le 11 mars 1958. Cette loi a pour premier objectif de légaliser les solutions antérieurement dégagées par les tribunaux et la jurisprudence ; elle confirme et consolide ainsi plus particulièrement le statut de l'auteur et de ses créations.
L'auteur jouit du droit au respect de son nom, de sa qualité et de son œuvre. Ce droit est attaché à sa personne. Il est perpétuel, inaliénable et imprescriptible. Il est transmissible à cause de mort aux héritiers de l'auteur. L'exercice peut en être conféré à un tiers en vertu de dispositions testamentaires.
Ainsi, à la différence du droit anglo-saxon attaché notamment au « copyright », le droit français détermine plus précisément que la « qualité d'auteur » ne peut jamais être cédée à un tiers et qu'elle reste perpétuelle, même après la mort de ses créateurs. Attachée à ce droit d'auteur, un droit dit « moral » détermine les limites de la commercialisation éventuelle des œuvres par des tiers.
La convention de Berne adopte progressivement la reconnaissance du droit moral établi en France, constaté d'abord à Rome en 1928 puis établi à Bruxelles en 1948 et enfin confirmé dans la version de convention établie à Stockholm en 1967.

### Depuis le 3 juillet 1992
Le 1er juillet 1992, la France met en place le Code de la propriété intellectuelle et la loi 92-597 1992-07-01 publiée au JORF le 3 juillet 1992, confirme les deux points essentiels spécifiques au droit d'auteur :
- « La qualité d'auteur appartient, sauf preuve contraire, à celui ou à ceux sous le nom de qui l'oeuvre est divulguée ».
- « La propriété incorporelle définie par l'article L. 111-1 est indépendante de la propriété de l'objet matériel ».

Ainsi en France, le « droit d'auteur » est toujours clairement distinct du « copyright » anglosaxon.
Le droit d'auteur contemporain se base dès lors, conformément aux trois lois essentielles :
- La loi du 11 mars 1957 reconnaît aux auteurs des droits patrimoniaux et le droit moral créé par les tribunaux[8]. Elle codifie les droits accordés par la jurisprudence.

- La loi du 3 juillet 1985 accorde des droits voisins aux artistes-interprètes, aux producteurs et aux entreprises de communication. Elle prévoit la protection des programmes d'ordinateur par le droit d'auteur[9].

- La loi no 92-597 du 1er juillet 1992 abroge les lois de 1957 et de 1985, et incorpore leurs dispositions dans le Code de la propriété intellectuelle[10].

## Législation sur le droit d'auteur
La France est partie contractante de la convention de Berne pour la protection des œuvres littéraires et artistiques de 1886, de la convention universelle sur le droit d'auteur de 1952 portée auprès de l'Unesco par Marc Saporta, et des accords sur les aspects des droits de propriété intellectuelle qui touchent au commerce en 1995.
En tant qu'État-membre de l'Union européenne, la France a transposé dans son droit interne diverses directives européennes, notamment la directive 93/98/CEE harmonisant la durée du droit d'auteur à 70 ans après la mort de l'auteur, et la directive 2001/29/CE qui crée notamment le régime juridique des « mesures techniques de protection ». La transposition de cette dernière directive, découlant de traités de l'OMPI adoptés sous la pression des industries américaines du divertissement, par la loi DADVSI de 2006, a suscité la controverse et une bataille parlementaire inhabituelle sur un sujet aussi technique. À cette occasion, le Conseil constitutionnel a donné au droit d'auteur et aux droits voisins une valeur constitutionnelle, en le rattachant au droit de propriété évoqués dans les articles 2 et 17 de la Déclaration des droits de l'homme et du citoyen de 1789 :
« Considérant que les finalités et les conditions d'exercice du droit de propriété ont subi depuis 1789 une évolution caractérisée par une extension de son champ d'application à des domaines nouveaux ; que, parmi ces derniers, figurent les droits de propriété intellectuelle et notamment le droit d'auteur et les droits voisins. »

### Champ d'application

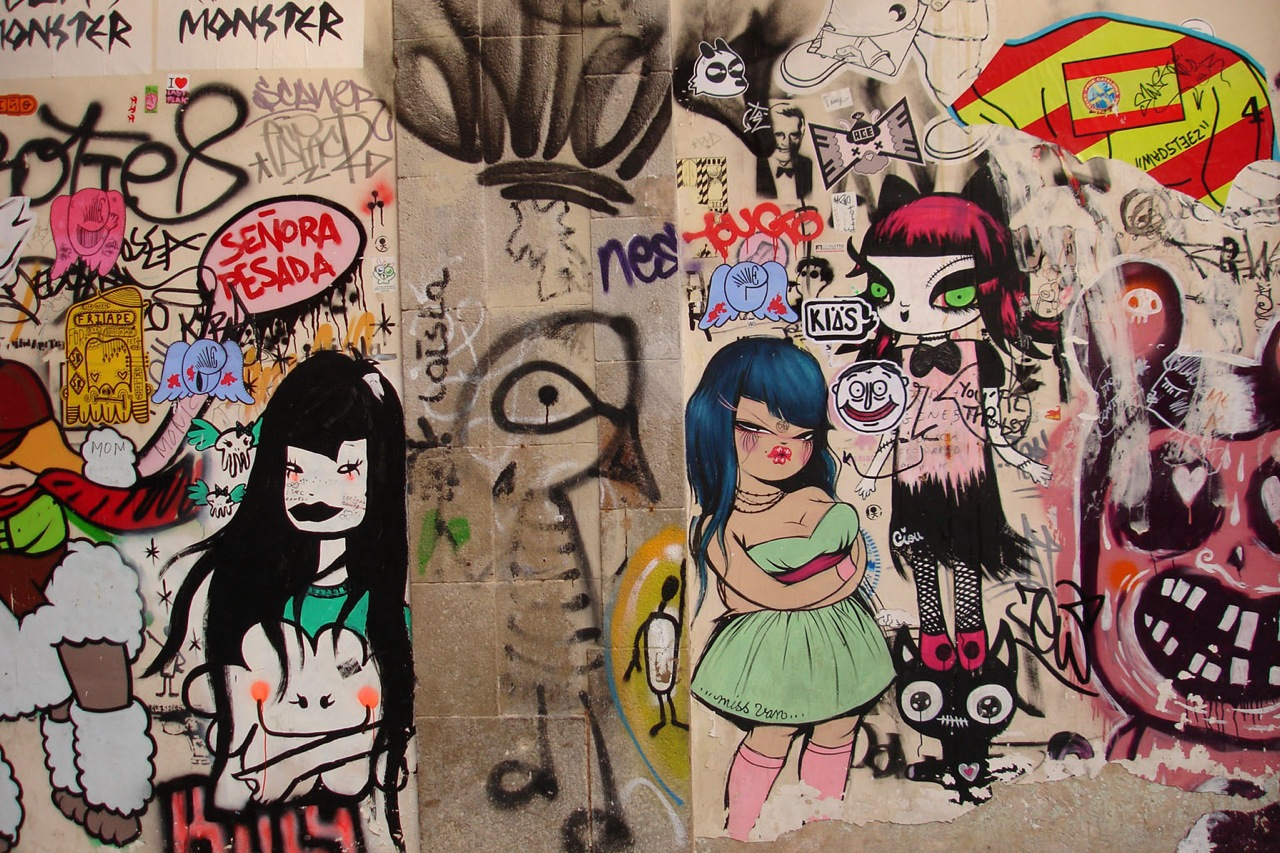
Superpositions de graffiti sans autorisation sur un mur privé à Barcelone. Dans les faits, la question du droit d'auteur peut s'avérer très complexe.

Le droit moral consiste pour l'auteur au droit au « respect de son nom, de sa qualité, de son œuvre » (Art. L. 121-1 CPI).
Le Code de la propriété intellectuelle (CPI) définit le droit d'auteur, qui recouvre « toutes les œuvres de l'esprit, quels qu'en soient le genre, la forme d'expression, le mérite ou la destination » (article L.112-1 du code de la propriété intellectuelle). Une liste indicative et non exhaustive des formats et médiums relevant des œuvres de l'esprit est donnée à l'article L.112-2, une codification assez proche de celle présente dans la loi de 1957. Le CPI (art. article L.111-2) rajoute qu'une œuvre est créée dès sa réalisation, sans forcément son achèvement ou sa révélation. Le critère de divulgation ou création est sujet à interprétation, la cour de cassation ayant déclaré que les idées ou concepts ne sont pas protégés. Cela dépend de la validité juridique. La protection des graffitis par le droit d'auteur s'applique lorsqu'ils ont été réalisés dans la légalité. Leurs auteurs en sont privés lorsque leur œuvre a été réalisée dans l'illégalité et cela bien qu'elle ait le statut d'œuvre d'art éphémère.
La notion d'œuvre de l'esprit est un concept mou selon plusieurs juristes, susceptible d'interprétation et d'exceptions. La jurisprudence est divisée pour les formats d'œuvres ne figurant pas dans l'énumération légale comme les parfums, les recettes de cuisine, l'art éphémère, des formes de l'art contemporain, les concours, les pièces de carrosserie automobile, les bases de données informatiques ou les jeux de société,,.

### Titulaires du droit d’auteur
La qualité d’auteur appartient, sauf preuve contraire, à celui ou à ceux sous le nom de qui l’œuvre est divulguée. (L113-1 CPI)
Le code de la propriété intellectuelle distingue, en trois catégories d’œuvres, les œuvres faisant appel à une pluralité d’auteurs : (L113-2 CPI)
- Les œuvres de collaboration : «à la création de laquelle ont concouru plusieurs personnes physiques».
- Les œuvres composites : «l’œuvre nouvelle à laquelle est incorporée une œuvre préexistante sans la collaboration de l’auteur de cette dernière».
- Les œuvres collectives : l’œuvre collective est celle qui est «créée sur l’initiative d’une personne physique ou morale, qui l’édite, la publie et la divulgue sous sa direction et son nom, et dans laquelle la contribution personnelle des divers auteurs se fond dans l’ensemble en vue duquel elle est conçue, sans qu’il soit possible d’attribuer à chacun d’eux un droit distinct sur l’ensemble réalisé».

### Droit moral
Le droit moral regroupe : 
- Le droit de divulgation ;
- Le droit de paternité ;
- Le droit au respect de l'intégrité de l'œuvre. L'application de ce droit est cependant nuancée dans la jurisprudence récente.
- Le droit de retrait et de repentir, qui consiste au retrait par l'auteur de son œuvre déjà divulguée de la sphère du marché en contrepartie d'une compensation financière à hauteur du préjudice subi par l'ayant droit, ou par le propriétaire du support (cas d'une peinture ou d'une sculpture notamment).

### Droits patrimoniaux
On distingue principalement :
- Le droit de reproduction ;
- Le droit de représentation.

On peut également trouver d'autres droits patrimoniaux annexes, tels que le droit de traduction, le droit d'adaptation et le droit de destination.
Il existe deux types de rémunération : 
- une rémunération directe des auteurs qui consiste à obtenir des revenus directs, en général par le paiement des consommateurs (livres, CD…) ou par celui d'intermédiaires (achats de droits de télévision par les diffuseurs, part du chiffre d'affaires du diffuseur…) ;
- une rémunération indirecte qui consiste à s'assurer d'une remontée de revenus par divers mécanismes, par exemple à l'occasion de modification de reproductibilité (rémunération pour copie privée), pour des utilisations qui ne permettent pas un contrôle unitaire des exploitations (barème des discothèques) ou pour des biens non-rivaux par nature (télévision et radio par la redevance ou la licence légale) ou encore par la rémunération au titre du prêt en bibliothèque. Cette rémunération se traduit en général par une absence de paiement direct par les consommateurs des œuvres ou des programmes.

### Les exceptions au droit d’auteur
Les exceptions à l'exercice du droit d'auteur sont fixées par l'article L.122-5 du code de la propriété intellectuelle :
Les principales utilisations que l’auteur ne peut interdire une fois l’œuvre divulguée sont : 
- Les représentations privées et gratuites effectuées exclusivement dans un cercle de famille ;
- L'exception de copie privée, qui permet sous certaines conditions d'effectuer des copies ou reproductions strictement réservées à l'usage privé du copiste et non destinées à une utilisation collective.

Sous réserve que soient indiqués clairement le nom de l'auteur et la source :
- Les analyses et courtes citations justifiées par le caractère critique, polémique, pédagogique, scientifique ou d'information de l'œuvre à laquelle elles sont incorporées ;
- Les revues de presse ;
- La diffusion, même intégrale, par la voie de presse ou de télédiffusion, à titre d'information d'actualité, des discours destinés au public prononcés dans les assemblées politiques, administratives, judiciaires ou académiques, ainsi que dans les réunions publiques d'ordre politique et les cérémonies officielles ;
- Les reproductions, intégrales ou partielles d'œuvres d'art graphiques ou plastiques destinées à figurer dans le catalogue d'une vente judiciaire effectuée en France pour les exemplaires mis à la disposition du public avant la vente dans le seul but de décrire les œuvres d'art mises en vente ;
- L'exception pédagogique, qui permet la représentation ou la reproduction d'extraits d'œuvres, à des fins exclusives d'illustration dans le cadre de l'enseignement et de la recherche, à l'exclusion de toute activité ludique ou récréative. Le public auquel cette représentation ou cette reproduction est destinée doit être composé majoritairement d'élèves, d'étudiants, d'enseignants ou de chercheurs directement concernés, et l'utilisation de cette représentation ou cette reproduction ne doit pas donner lieu à aucune exploitation commerciale. Enfin cette utilisation doit être compensée par une rémunération négociée sur une base forfaitaire sans préjudice de la cession du droit de reproduction par reprographie. Cette exception au droit d'auteur ne s'applique pas aux œuvres conçues à des fins pédagogiques, aux éditions numériques de l'écrit ou aux partitions de musique ;
- La parodie, le pastiche et la caricature, compte tenu des lois du genre ;
- Sous certaines conditions, la reproduction et la représentation par des personnes morales et par les établissements ouverts au public, tels que bibliothèques, archives, centres de documentation et espaces culturels multimédia, en vue d'une consultation strictement personnelle de l'œuvre par des personnes handicapées ;
- La reproduction d'une œuvre, effectuée à des fins de conservation ou destinée à préserver les conditions de sa consultation sur place par des bibliothèques accessibles au public, par des musées ou par des services d'archives, sous réserve que ceux-ci ne recherchent aucun avantage économique ou commercial ;
- La reproduction ou la représentation, intégrale ou partielle, d'une œuvre d'art graphique, plastique ou architecturale, par voie de presse écrite, audiovisuelle ou en ligne, dans un but exclusif d'information immédiate et en relation directe avec cette dernière, sous réserve d'indiquer clairement le nom de l'auteur.

Les exceptions ne peuvent porter atteinte à l'exploitation normale de l'œuvre ni causer un préjudice injustifié aux intérêts légitimes de l'auteur.
La mention « DR » ou « droits réservés », utilisée lors de la publication d’une œuvre orpheline, n’équivaut pas à une autorisation de l’auteur, et son utilisation constitue une violation du droit de paternité.
Il faut également souligner la privation des droits d'auteur d'œuvres qui ont été réalisées dans l'illégalité, comme des graffiti réalisés en France sans l'autorisation du propriétaire du support.

### Durée

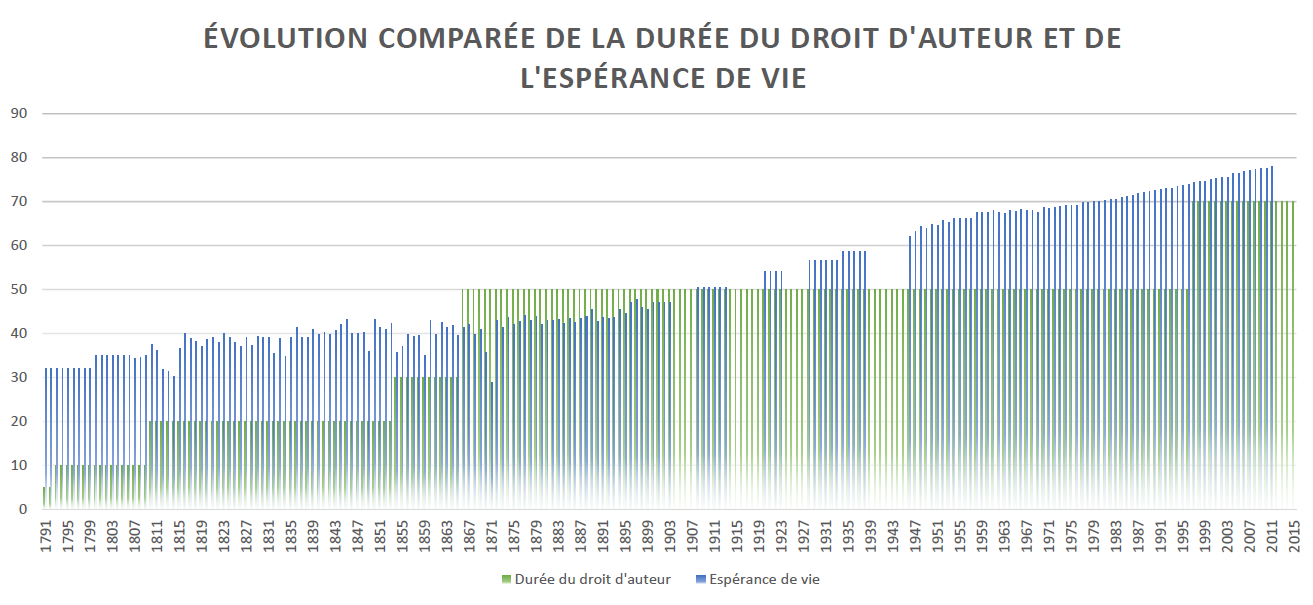
Évolution comparée de la durée du droit d'auteur et de l'espérance de vie

La durée des droits patrimoniaux couvre la vie de l'auteur. À la mort de l'auteur, ces droits persistent au bénéfice de ses ayants droit pendant l'année civile en cours et les soixante-dix années qui suivent (cinquante ans avant la loi du 27 mars 1997).
À ce régime général, se superpose celui des prorogations applicables aux auteurs morts pour la France (trente ans) et le cas échéant aux œuvres publiées avant guerre (pouvant atteindre quatorze ans et deux cent soixante-douze jours), mais comptés à partir d'une durée initiale de cinquante ans.
Une œuvre collective tombe dans le domaine public 70 ans après sa publication, d'après l'article L123-3 du Code de la propriété intellectuelle :
« Pour les œuvres pseudonymes, anonymes ou collectives, la durée du droit exclusif est de soixante-dix années à compter du 1er janvier de l'année civile suivant celle où l'œuvre a été publiée. La date de publication est déterminée par tout mode de preuve de droit commun, et notamment par le dépôt légal.

Au cas où une œuvre pseudonyme, anonyme ou collective est publiée de manière échelonnée, le délai court à compter du 1er janvier de l'année civile qui suit la date à laquelle chaque élément a été publié.
Lorsque le ou les auteurs d'œuvres anonymes ou pseudonymes se sont fait connaître, la durée du droit exclusif est celle prévue aux articles L. 123-1 ou L. 123-2.
Les dispositions du premier et du deuxième alinéas ne sont applicables qu'aux œuvres pseudonymes, anonymes ou collectives publiées pendant les soixante-dix années suivant l'année de leur création.

Toutefois, lorsqu'une œuvre pseudonyme, anonyme ou collective est divulguée à l'expiration de la période mentionnée à l'alinéa précédent, son propriétaire, par succession ou à d'autres titres, qui en effectue ou fait effectuer la publication jouit d'un droit exclusif de vingt-cinq années à compter du 1er janvier de l'année civile suivant celle de la publication. »
Par ailleurs :

Durée des droits d'auteur : exemple théorique pour une œuvre créée en 2018

- Dans le cas d'une œuvre de collaboration, c'est la date de la mort du dernier collaborateur qui sert de référence[25]. Dans le cas d'une œuvre audiovisuelle, œuvre de collaboration, c'est la même chose mais les collaborateurs sont précisément nommés : scénariste, auteur des paroles, auteur des compositions musicales, réalisateur principal[25] ;
- Dans le cas d'une œuvre sous pseudonyme, anonyme ou collective, le droit d'auteur dure 70 ans après la publication, sauf si l'auteur de l'œuvre anonyme ou pseudonyme se fait connaître[26] ;
- dans le cas des œuvres posthumes, c'est toujours le délai normal de soixante-dix ans après la mort de l'auteur, éventuellement prorogé, qui les couvrent. Si elles ne sont divulguées qu'après ce laps de temps de soixante-dix ans, le temps de protection tombe à vingt-cinq ans à compter du 1er janvier de l'année de publication[27] (art.L123-1 et suiv. du Code de la Propriété intellectuelle).

## Compléments